# Antoine Doinel
Antoine Doinel är en fiktiv karaktär som har huvudrollen i fem filmer av den franske regissören François Truffaut. Antoine Doinel är till stor del François Truffauts alter ego och spelades vid samtliga tillfällen av den franske skådespelaren Jean-Pierre Léaud.
Antoine Doinels uppväxt skildras, kronologiskt, genom filmerna De 400 slagen (1959), kortfilmen Antoine och Colette i antologin L'amour à vingt ans (1962). I de tre filmerna Stulna kyssar (1968), Älskar – älskar inte (1970) och Kärlek på flykt (1979)är hans partner skådespelerskan Claude Jade, som spelar hans älskade och senare fru Christine Darbon-Doinel.
I De 400 slagen, där Antoine Doinel introduceras, är han tolv år gammal.